# The Bride!
The Bride! es una próxima película de terror de ciencia ficción estadounidense dirigida, escrita y coproducida por Maggie Gyllenhaal y protagonizada por Penélope Cruz, Christian Bale, Jessie Buckley, Peter Sarsgaard, Annette Bening y Julianne Hough . La película se inspira en la película de James Whale de 1935 La novia de Frankenstein, adaptada a su vez de la novela Frankenstein de Mary Shelley; o El Prometeo moderno (1818).
La película está programada para ser estrenada en Estados Unidos el 6 de marzo de 2026 por Warner Bros. Pictures .

## Reparto
- Penélope Cruz como Myrna
- Christian Bale como el monstruo de Frankenstein
- Jessie Buckley como la novia del monstruo
- Peter Sarsgaard como detective
- Annette Bening
- Julianne Hough
- John Magaro
- Jeannie Berlin
- Jake Gyllenhaal
- Linda Emond
- Louis Cancelmi
- Matthew Maher

## Producción

### Desarrollo
Universal Pictures ha intentado rehacer La novia de Frankenstein en varias ocasiones.  Si bien la novela Frankenstein se ha adaptado al cine muchas veces, la nueva versión más cercana  La novia de Frankenstein fue La novia (1985), protagonizada por Sting, Clancy Brown y Jennifer Beals .  En 1991, el estudio intentó rehacer la película para televisión por cable y Martin Scorsese expresó interés en dirigirla. 
En la década de 2000, Universal se asoció con Imagine Entertainment y contrató a Shari Springer Berman y Robert Pulcini, quienes escribieron el guion de American Splendor, para escribir una nueva versión. Los guionistas sitúan la historia en la Nueva York contemporánea. Jacob Estes también estuvo involucrado en el proyecto en un momento y escribió un borrador.  En junio de 2009, Universal e Imagine entablaron conversaciones con el director Neil Burger y su socio escritor Dirk Wittenborn,  y se asignó al productor Brian Grazer para supervisar el desarrollo del remake. 
En diciembre de 2015, Variety informó que David Koepp escribiría el guion.  En mayo de 2017, Universal Pictures anunció su serie de películas de universo compartido de interpretaciones modernas reiniciadas de su clásico Universal Monsters titulada Dark Universe . La serie de películas comenzó con la película de 2017 La Momia y se esperaba que continuara con La novia de Frankenstein con Bill Condon dirigiendo la película.  Más tarde, en octubre, la preproducción había comenzado cuando el equipo creativo y el estudio decidieron posponer el lanzamiento para seguir trabajando en el guion con la intención de mejorar la historia.  Javier Bardem y Angelina Jolie todavía estaban vinculados a la película como el monstruo de Frankenstein y la novia reacia de la película, respectivamente.  El mismo mes, Condon declaró que si Jolie decidiera abandonar el proyecto, estaría interesado en ver a Gal Gadot interpretando al personaje principal.  El 8 de noviembre, Alex Kurtzman y Chris Morgan pasaron a otros proyectos, dejando en duda el futuro del Universo Oscuro . 
En enero de 2018, según se informa, Condon estaba formando un equipo de producción, formado por el director de fotografía Tobias A. Schliessler, la diseñadora de producción Sarah Greenwood, el compositor Carter Burwell y la diseñadora de vestuario Jacqueline Durran . 
En noviembre de 2019, Condon reflexionó sobre la propuesta de remake de La novia de Frankenstein que no entraría en producción.  Dijo: "Eso fue realmente rompecorazones... la forma más sencilla de decirlo es que creo que La Momia, y no decir nada en contra de la película, pero el hecho de que eso no había funcionado para ellos y fue el El comienzo de toda esta reinvención de sus monstruos les dio miedo al final del día. Como David Koepp estaba escribiendo el guion, pensé que era increíblemente bueno, y estábamos a punto de hacer una película realmente hermosa, pensé. Así que fue una pena".   También señaló su incertidumbre con respecto a su capacidad para discutir públicamente el proyecto "porque [Koepp], creo, todavía está involucrado en descubrir el nuevo enfoque... La película que comenzamos fue ideada como una gran película, y en el Al final del día, probablemente estas películas deberían ser más pequeñas".  
En octubre de 2020, A24 y Apple Original Films estaban considerando otra adaptación con Scarlett Johansson en el papel principal principal como la Novia y Sebastián Lelio como directora, pero no se han hecho más anuncios ni confirmaciones desde el anuncio inicial. 
Amy Pascal fue contratada como productora en febrero de 2020, y el proyecto se convirtió en una producción conjunta entre Universal Pictures y Pascal Pictures. El estudio cortejó a David Koepp para continuar su trabajo como guionista. Los cineastas John Krasinski y Sam Raimi han tenido conversaciones individuales con el estudio sobre la posible dirección, mientras que Variety informó que a Krasinski se le dieron opciones para desarrollar películas de la lista de monstruos propiedad de Universal Pictures.   En junio, Koepp declaró que, además de seguir involucrado activamente en el proyecto, también se sintió inspirado por el éxito de El hombre invisible .  Dijo que la historia habría explorado el deseo moderno de extender nuestras vidas, crear vida y engañar a la muerte. Además, el cineasta tenía la intención de incluir recursos argumentales que fueran relevantes para la era #MeToo, afirmando que "es un horror que se presta sin esfuerzo a la metáfora".  En marzo de 2022, Koepp reveló que ya no participaba en el proyecto. También afirmó que la versión inicial habría comenzado en la década de 1870 y habría involucrado el despertar de la Novia en la actualidad.  En agosto de 2023 se anunció un nuevo intento para Netflix, que sería dirigida por Maggie Gyllenhaal y protagonizada por Christian Bale y Peter Sarsgaard .  Sin embargo, según se informa, Netflix abandonó el proyecto ese mismo mes,  optando en su lugar por producir una película separada <i id="mwqg">de Frankenstein</i> dirigida por Guillermo del Toro .  En noviembre de 2023, se informó que Warner Bros estaba produciendo la adaptación. 

### Fundición
En agosto de 2023, se informó que le ofrecieron un papel a Penélope Cruz .  En enero de 2024, Jessie Buckley fue confirmada en el reparto junto a Christian Bale, Peter Sarsgaard y Annette Benning .   En marzo de 2024, Julianne Hough se unió al elenco. 
La producción comenzó en marzo de 2024.   Los lugares de rodaje incluirán Nueva York.  Las primeras imágenes del rodaje se publicaron el 4 de abril de 2024. 

## Estreno
El estreno de la película está previsto para el 6 de marzo de 2026, inicialmente programada para el 3 de octubre de 2025.